# Ángel de Altolaguirre y Duvale
Ángel de Altolaguirre y Duvale (Sevilla, 15 de noviembre de 1857-Madrid, 2 de mayo de 1939) fue un militar, historiador y escritor español.
En 1873 ingresa al ejército formando parte del Cuerpo de Administración.
En 1905 ingresó a la Real Academia de la Historia, Cesáreo Fernández Duro fue el encargado de dar el discurso de recibimiento. Sus trabajos se encuadran dentro del americanismo andaluz, entre ellos se destacan varios estudios sobre Cristóbal Colón, Pedro de Alvarado y Hernán Cortés. Su trabajo más reconocido es un estudio sobre Vasco Núñez de Balboa. También se publicó post mortem una obra titulada Descubrimiento y Conquista de México, en 1954.

## Obras
- Ángel de Altolaguirre y Duvale (1909). Relaciones geográficas de la gobernación de Venezuela (1767-1768). Madrid.
- Ángel de Altolaguirre y Duvale (1914). Vasco Núñez de Balboa. Madrid.
- Ángel de Altolaguirre y Duvale (1930). Colección de las memorias o relaciones que escribieron los Virreyes del Perú acerca del estado en que dejaban las cosas generales del reino (pdf). Tomo II. Madrid.